# Frison (Pokémon)
Pour les articles homonymes, voir Frison.
 (août 2016).
Si vous disposez d'ouvrages ou d'articles de référence ou si vous connaissez des sites web de qualité traitant du thème abordé ici, merci de compléter l'article en donnant les références utiles à sa vérifiabilité et en les liant à la section « Notes et références ».
Frison (バッフロン, Buffron, dans les versions originales en japonais) est une espèce de Pokémon de cinquième génération. Il porte le numéro national 626 dans le Pokédex. Malgré son apparence, il n'est pas l'évolution de Tauros.

## Apparitions

### Jeux vidéo
Frison apparaît pour la première fois dans la série de jeux vidéo Pokémon à l'occasion de la cinquième génération, dans Pokémon Noir et Blanc et Pokémon Noir 2 et Blanc 2.

### Série télévisée et films
- La première apparition de Frison est dans l'épisode 688 du flash-back de Niko.

- Un autre Frison apparaît en vrai cette fois, c'est celui de Goyah qui apparaît dans l'épisode 709.

- Un troisième Frison apparaît dans l'épisode 710 pour la participation du Music-Hall.

- Pour finir, plusieurs Frisons apparaissent dans l'épisode 723, qui leur est consacré.